# Bahiatapaculo

Verbreitungsgebiet

Der Bahiatapaculo (Eleoscytalopus psychopompus) ist eine seltene Vogelart aus der Familie der Bürzelstelzer. Er ist endemisch im brasilianischen Bundesstaat Bahia.

## Beschreibung
Der Bahia-Tapaculo erreicht eine Länge von 11,5 Zentimetern. Der Kopf ist schiefergrau mit einem weißen Wangenfleck. Oberseite und Flanken sind schiefergrau mit einer bläulichen Tönung. Bürzel und Schulterfedern sind zimt-rostfarben verwaschen. Wangen, Kehle und Bauch sind weißlich. Der Bauch zeigt ein unauffälliges Schuppenmuster. Bauch und Steiß weisen zimt-rostfarbene Stellen auf. Die Oberschenkel sind dunkel schieferblau. Die Beine sind rosa. Der Schnabel ist schwarz mit einer weißlichen Kieferbasis. In der Vergangenheit gab es einige Zweifel über Art-Status des Bahia-Tapaculos. Manche Forscher betrachteten ihn als Unterart des Weißbrusttapaculos (Eleoscytalopus indigoticus). Aber neue Untersuchungen über seine Morphologie, Stimme und Genetik deuten darauf hin, dass es sich um eine eigenständige Art handelt.

## Lebensweise
Über seine Lebensweise ist kaum etwas bekannt. Die bekannten Exemplare stammen aus überfluteten Gebieten mit dichter Vegetation in Tieflandwäldern. Ein Pärchen, das im Oktober 1983 gefangen wurde, befand sich an einem Nest und beide Geschlechter hatten aktive Keimdrüsen.

## Status
Das erste Männchen wurde im Juli 1944 bei Ilhéus gesammelt. Danach blieb die Art verschollen, bis im Oktober 1983 bei Valença ein Pärchen gefangen wurde. Mitte der 1990er-Jahre wurde der Bahia-Tapaculo zum ersten Mal fotografiert. 2007 entstanden Bandaufnahmen mit seiner Stimme und ein weiteres Foto im Reserva Ecológica Michelin bei Ituberá. Der atlantische Regenwald in Bahia wurde im 20. Jahrhundert stark gerodet, so dass nur noch 10 % seiner einstigen Fläche erhalten sind. BirdLife International schätzt den Bestand des Bahia-Tapaculos auf zwischen 50 und 250 Exemplare.

## Systematik
Die Art wurde ursprünglich in Gattung Scytalopus klassifiziert. Seit 2008 bildet sie zusammen mit dem Weißbrusttapaculo die Gattung Eleoscytalopus.